# 桜田百衛
桜田 百衛（さくらだ ももえ、1859年〔安政6年〕 - 1883年〔明治16年〕1月18日）は、岡山県出身で明治初期に活躍した自由民権派のジャーナリスト。政治小説の創始者の一人としても知られる。別号に百華園主人がある。

## 来歴・人物
1859年（安政6年）、備前国（現在の岡山県備前市）に生まれた。1872年（明治5年）頃上京し、東京外国語学校でドイツ語を学んだが中退。竹内正志や栗原亮一らの影響でと自由民権運動に関わるようになり、1874年（明治7年）に愛国公党に参加した。しかし、病気のため1880年（明治13年）に一時帰郷した。
1881年（明治14年）再上京し、自由党の結党に参加。党の最初の機関紙だった『自由新聞』の記者となり、政治小説を連載するようになる。翌1882年（明治15年）より連載開始された、大デュマの『ジョセフ・バルサモ』を訳した政治小説・『仏国革命起源　西洋血潮小爆風(ぶっこくかくめいきげん　にしのうみちしおのさあらし)』（死去のため未完）が大好評を博し、一躍有名になった。同年には、奥宮健之らと共に車会党（人力車夫の結社）の結成にも参加し、『絵入自由新聞』にも発刊の辞を寄せるなど自由民権運動としての活動を更に拡げた。"東洋のユーゴー"とも呼ばれた。
1882年晩秋より持病が悪化。盟友であった中村菊也の邸宅（和歌山県新宮市にあった）で療養していたが薬石の効なく、翌
1883年（明治16年）1月18日に同邸で、数え25歳で死去した。没後の1888年（明治21年）に遺稿となった『阿国民造自由廼錦袍』が大崎又三郎の手によって刊行された。